# Catedral de Santa María (Ciudad del Cabo)
La Catedral de Santa María (en inglés: St Mary's Cathedral, más formalmente conocida como Cathedral of St. Mary of the Flight into Egypt, que literalmente quiere decir: Catedral de Santa María de la huida a Egipto) es el nombre que recibe un edificio religioso que pertenece a la iglesia católica y que está ubicado en Ciudad del Cabo, en Sudáfrica. Es la sede de la Arquidiócesis de Ciudad del Cabo y la catedral más antigua de la Iglesia católica en Sudáfrica.
Está ubicada concretamente en Stalplein (o bien la plaza Stable) cerca de la sede del parlamento.
El obispo local compró un terreno en 1839 y se colocó la primera piedra dos años más tarde, siendo consagrada el 28 de abril de 1851 con el diseño en estilo Neogótico de Otto Hagger.
En 1926 se le agregó una torre y se remodeló el santuario en 1947. En 1951 fue consagrada como Catedral católica. Su última restauración se hizo en 1997.